# Привремени административни црногорски комитет
Привремени административни црногорски комитет је био управни орган црногорских колаборациониста на почетку окупације Црне Горе у време Другог светског рата.
Након уласка италијанских трупа на Цетиње у априлу 1941. године, Јово Поповић и Душан Вучинић су, са групом сепаратиста из вођства Црногорске федералистичке странке преузели управу општине Цетиње и формирали Привремени управни одбор, који је преузео власт Зетске бановине од бана Блажа Ђукановића и истог дана издао проглас у коме се каже да су силе Осовине ослободиле Црну Гору од двадесетогодишњег југословенског ропства, да су створени услови за „васпостављање старе племените и поносне црногорске државе” под заштитом италијанске војске и позвали народ на сарадњу ради нормализовања прилика.
Убрзо је Привремени управни одбор прерастао у Привремени административни црногорски комитет, који је представљао провизорну владу. Места у комитету су понуђенима чланивима федералистичке странке и другим, углавном ванстраначким личностима. За председника је постављен Поповић, који је уједно био и министар спољних послова, а Михаило Ивановић из Херцег-Новог проглашен за почасног председника. Чланови су били Душан Вучинић, министар правде, црквених послова и просвјете; инж. Богдан Ивановић, дотадашњи начелник Техничког одељења управе Зетске бановине као министар саобраћаја, пошта, телеграфа и телефона; др Јован Клисић, доташњи начелник Санитетске управе у бановини, као министар за социјалну политију, народно здравље и исхрану; Петар Ломпар, министар финансија, трговини и индустрије; др Иво Јовићевић, министар унутрашњих послова; Крсто Петровић, министар државних добара; Ђуро Ђуришић; Иво Радоњић; Васо Бановић и Ђуро Поповић. На списку се нашао и Саво Милуновић, који се касније придружио Народноослободилачком покрету, као и инж. Лазар Ђуровић, коме је место понуђено као представнику Комунистичке партије.
На иницијативу Лорусоа, шефа италијанске пропаганде у Албанији, који је стигао на Цетиње са италијанским снагама, Комитет је приступио установљавању мјесних комитета у општинама у унутрашњости Црне Горе. Ти комитети су били под надлежношћу локалних италијанских команди мјеста̂, а са̂м Комитет је био подређен команданту италијанске дивизије Месина на Цетињу.
Без ауторитета и подршке народа, Комитет се није дуго одржао. Наредбом команданта италијанских оружаних снага у Албанији генерала Уга Кавалера од 28. априла 1941. године, формиран је за територију Црне Горе Цивилни комесаријат на челу са цивилним комесаром са сједиштем на Цетињу. Одлуком цивилног комесара од 5. маја 1941. године распуштен је Привремени црногорски административни комитет, а сву његову имовину преузео је Цивилни комесаријат.